# Syndicat autonome des médias et des industries culturelles
Le Syndicat autonome des médias et des industries culturelles a été créé le 15 avril 2010. Il est affilié à la Fédération générale autonome des fonctionnaires par l’intermédiaire de la Fédération Autonome Culture (FAC), fédération primaire au Ministère de la Culture et de la Communication.